# Árvaház utca
Az Árvaház utca (románul: Strada Poarta Șchei, németül: Waisenhausgasse) a brassói városerőd nyugati, Bolgárszeg felőli részén helyezkedik el. Német és magyar neve az 1875-ben alapított Tartler-árvaházra utal, román elnevezése pedig az utca délnyugati végén található Bolgárszegi kapura (Poarta Șchei).
A városerőd egyik legkorábban kialakult utcája, több történész szerint itt volt a történelmi központ egyik városmagja. Északi részén a 16. század közepéig egy kápolna (egyes kutatók szerint kolostor) helyezkedett el, innen származott az utca korábbi neve (Heiligleichnahmsgasse). 1828-ban az utca végén a várfal egy részének lebontásával egy új városkaput nyitottak.

## Elnevezése
A 19. század végéig Szentlélek utcaként ismerték (németül Heiligleichnahmsgasse, azaz Krisztus Teste-utca), ugyanis a középkorban ezen a területen, a Fekete templomtól délre helyezkedett el a Szentlélek-kápolna (németül Kapelle der Bruderschaft des Heiligen Leichnams Christi, Krisztus Szent Teste-testvériség kápolnája) és udvara. 1488-ban des heligelichmis gasz, 1494-ben des heyligen leichnames gasz, 1520-ban platea corporis Christi néven jelenik meg. A Tartler-árvaház 1875-ös megnyitása után Árvaház utca (Waisenhausgasse, románul Ulița Orfanilor) lett a neve. Román elnevezése 1926–1948 között Strada Mureșenilor (nem összetévesztendő a Kolostor utcával, mely 1991-től viseli a Strada Mureșenilor nevet), 1948–1966 között Strada Maxim Gorki, 1966 óta Strada Poarta Șchei.

## Fekvése
Az Árvaház utca a városkaputól a Hirscher utcáig húzódik, hosszúsága 350 méter. A régi városerőd két fertályának határán helyezkedett el: északi házsora a Quartale Catharinae, déli sora a Quartale Corporis Christi városnegyedhez tartozott.
Északkeleti irányban az Alsóvilla utcában (Strada Grigoraș Dinicu, Untere Gabelgasse) folytatódik. Kisebb utcák ágaznak el belőle: déli irányban a Torna utca (Strada George Coșbuc, Hinter der Mauer) és a Zsinór utca (Strada Sforii, Schnurgässchen), északi irányban, a Honterus-udvar felé pedig a Szélespatak (más néven Katalin utca, Strada Paul Richter, Breite Bach), Templom utca (Strada Hans Benkner, Oberes Schulgässel), és az Iskola utca (Strada Stefan Ludwig Roth, Unteres Schulgässel).

## Története
Több történész (Gernot Nussbächer, Bakó Géza, Gustav Treiber és mások) kutatásai alapján az Árvaház utca déli sora volt a történelmi központ egyik városmagja, és már a 13. század elején kialakult. Ugyanakkor Paul Niedermayer szerint a városmag ettől északkeletre, az Árucsarnok környékén volt, és az Árvaház utca területe csak a 13. század közepe után kezdett beépülni, a település kelet-nyugati terjeszkedése során.
A középkori utca a jelenlegi 26. számú épületig húzódott. Az utca északi részén helyezkedett el a Szentlélek-kápolna (egyes történészek szerint kolostor vagy káptalanház) és nagyméretű udvara. A kápolnát a reformáció után megszüntették, és az udvar felparcellázásával 1560-ban kialakították az Árvaház utca 6–10. számainak (a jelenlegi számozás szerint) telkeit és a mögöttük levő házhelyeket.
Az utcát főleg mészárosok lakták. Évszázadokon keresztül a városerőd délnyugati, „felső” részének legfontosabb, legforgalmasabb artériája volt, ugyanis csak itt, az utca végén álló kapun keresztül nyílt átjárás a románok lakta Bolgárszeg városnegyed felé. Az elsőként épített Szentlélek-kaput 1526-ban árvíz rongálta meg; helyén a 16. század közepén felépült a Katalin-kapu, melynek barbakánja ma is áll. 1689-ben és 1699-ben tűzvész pusztította az utcát.
A 18. század végére a Katalin-kapu csak nehezen tudta ellátni a megnövekedett forgalmat, így a kaputorony kivételével lebontották, és mellette 1828-ban megnyitották az Árvaház utcai kaput. A régi várfalak bontása folytatódott; 1851–52-ben az utca végén felépült a szász Tornaiskola (Evangelische Turnschule), az első brassói épület, mely a lebontott várfalak helyére épült.
Az utcát a 19. században Oláhok utcájának is nevezték (Wallacher Gasse), ugyanis sok román kereskedő vett itt házat, vagy nyitott üzletet, fogadót. Mi több, itt volt a városerőd román kulturális életének központja: negyven éven keresztül a 3. szám alatti Fretschkes-házban volt a Román Kaszinó (Casina română) kulturális egyesület székhelye, az 1. szám alatti vendéglő pedig a román értelmiségiek kedvelt találkozóhelye volt.
A zsúfolt, forgalmas utca máig nyitva áll az autóforgalom számára, autóbuszjáratok is áthaladnak rajta. 1970-ig kétirányú volt, majd egyirányúvá tették.

## Leírása
Az utca hosszúsága 350 méter. A házak legtöbbje kétszintes, a 18–19. században épült. Túlnyomó többségük lakóházként szolgál, csak az utca keleti végén van néhány üzlethelyiség, étterem. Díszítésük barokk, rokokó, klasszicizáló, vagy eklektikus.
Jelentősebb épületek:
- 1. 1878 februárjában itt nyílt meg Demetriu Barla görög kereskedő La Împăratulu Romaniloru (A római császárhoz) vendéglője, mely a román írók, költők, értelmiségiek (George Coșbuc, Ion Luca Caragiale, Ștefan Octavian Iosif, Sextil Pușcariu, Aurel Pavel Bănuț és mások) kedvelt találkozóhelye volt.[9]
- 3. Itt lakott Samuel Fretschkes, a Honterus-líceum igazgatója. 1842–1851 és 1854–1885 itt volt a Román Kaszinó székhelye, mely fontos szerepet játszott az 1848-as havasalföldi forradalom alatt.[8]
- 6. A 20. században itt működött az evangélikus egyházkerületi tanács (Bezirkskonsistorium), mely 1989-ben a főtéri Filstich-házba költözött.[10]
- 7. Itt lakott Eduard Böhlert (1817–1890) városi orvos, sebész.[11]
- 9. Itt lakott Christian Gottlieb Fleischer ezüstműves, akit 1825-ben avattak mesterré, és 1851-ben az ötvös céh céhmestereként szolgált.[12]
- 10. 1865-1867 között itt volt a Kereskedelmi Kamara.[9]
- 14. Tartler-árvaház, mely az utca nevét kölcsönözte. 1806-ban épült lakóházként, 1875-ben alakították át árvaházzá, a 20. századtól óvoda működik benne.[13]
- A 17. és 19. számú házak között indul a turistalátványosságnak számító Zsinór utca.
- 29. A brassói neológ zsinagóga, 1901-ben nyitották meg, jelenleg is rituális szerepet tölt be.[14]
- 35. A telek udvarán egy 1571-ben épült ház található; a városerőd azon kevés házainak egyike, amelyek átvészelték az 1689-es tűzvészt. 1693-ban, majd a 18. században kibővítették.[15]
- 39. Az 1852-ben megnyitott szász Tornaiskola, később a Brassói Sportlíceum épülete.[16]

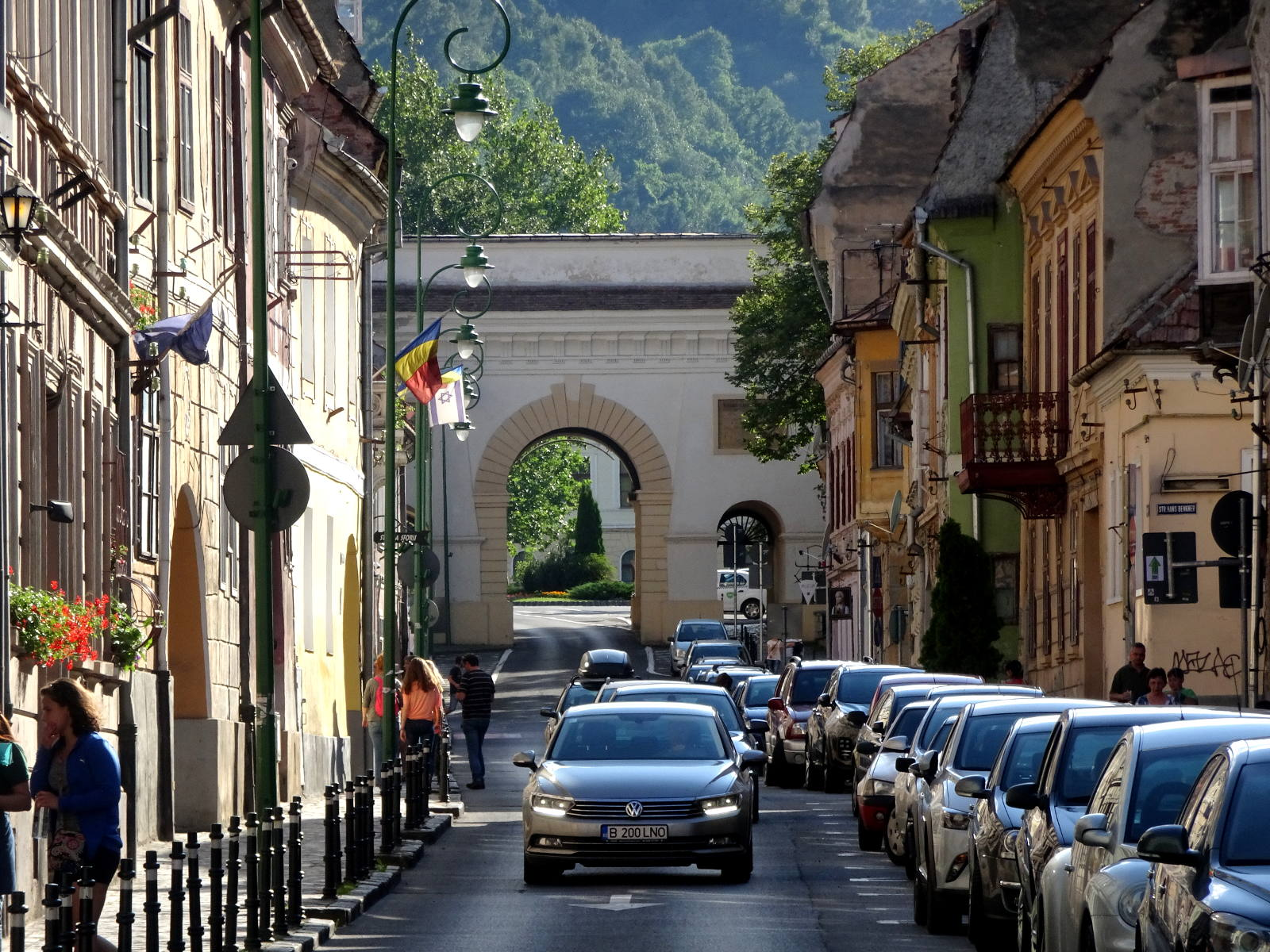
Az utca és a kapu
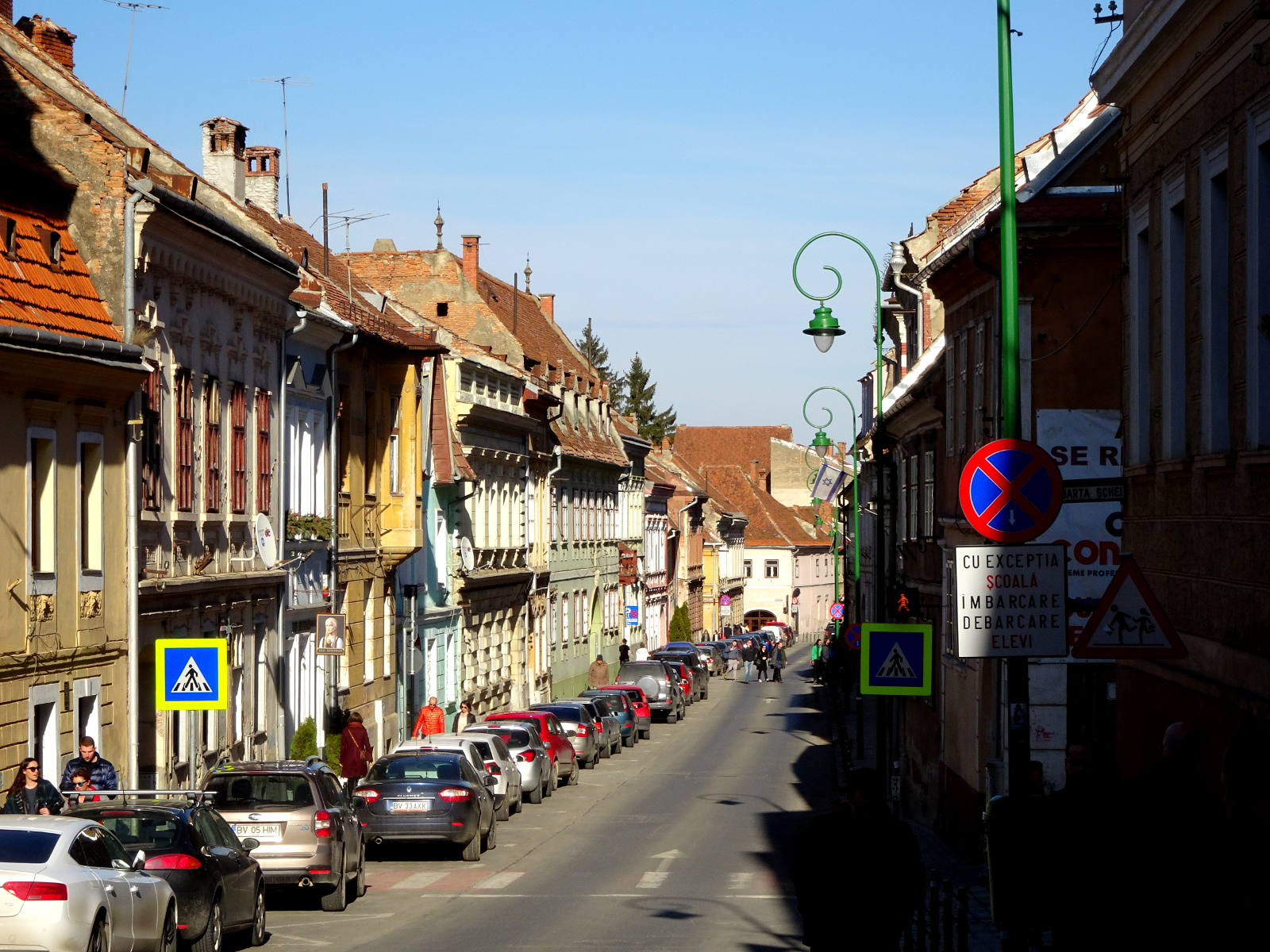
Délnyugat felől
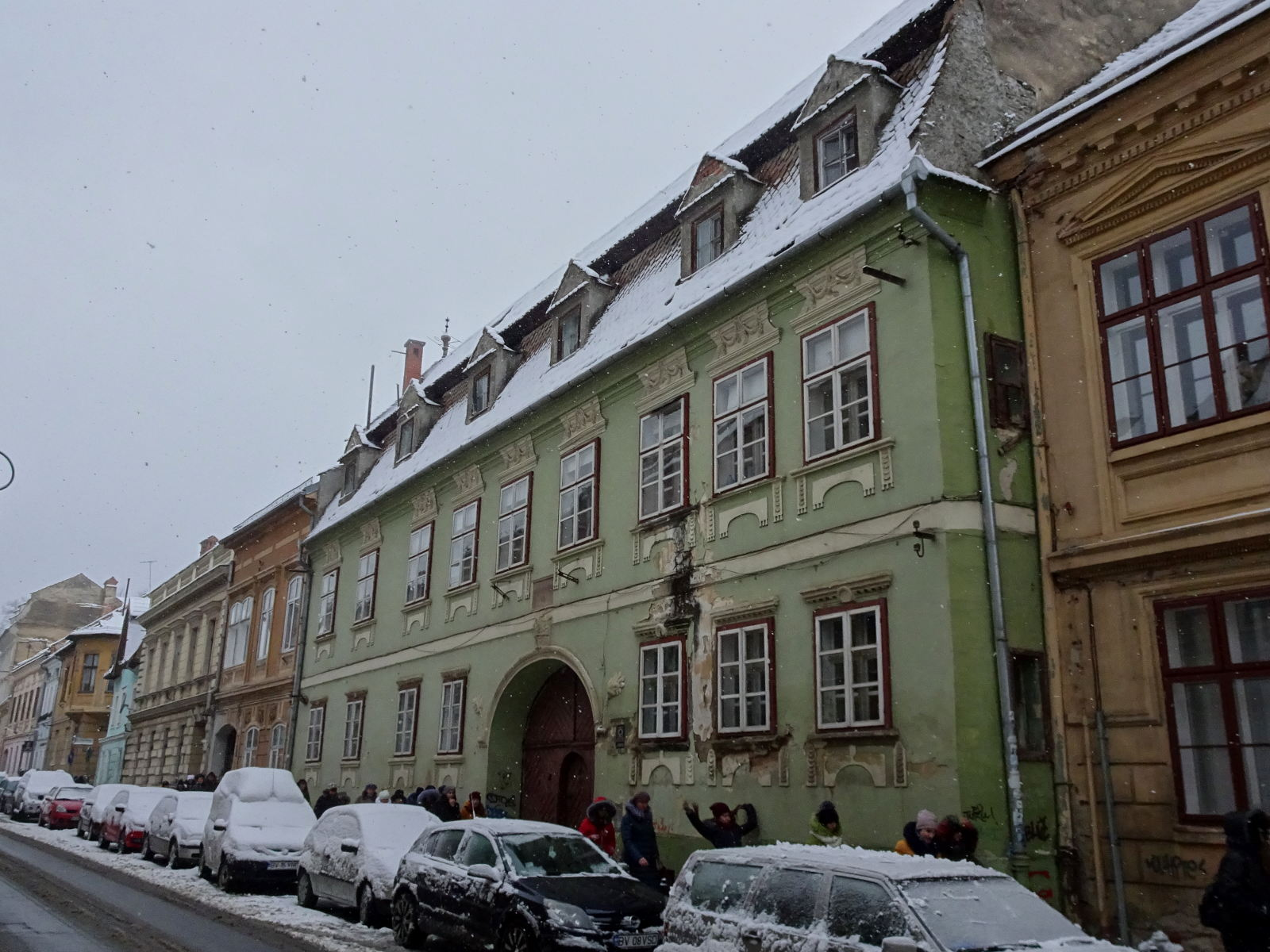
A Tartler-árvaház
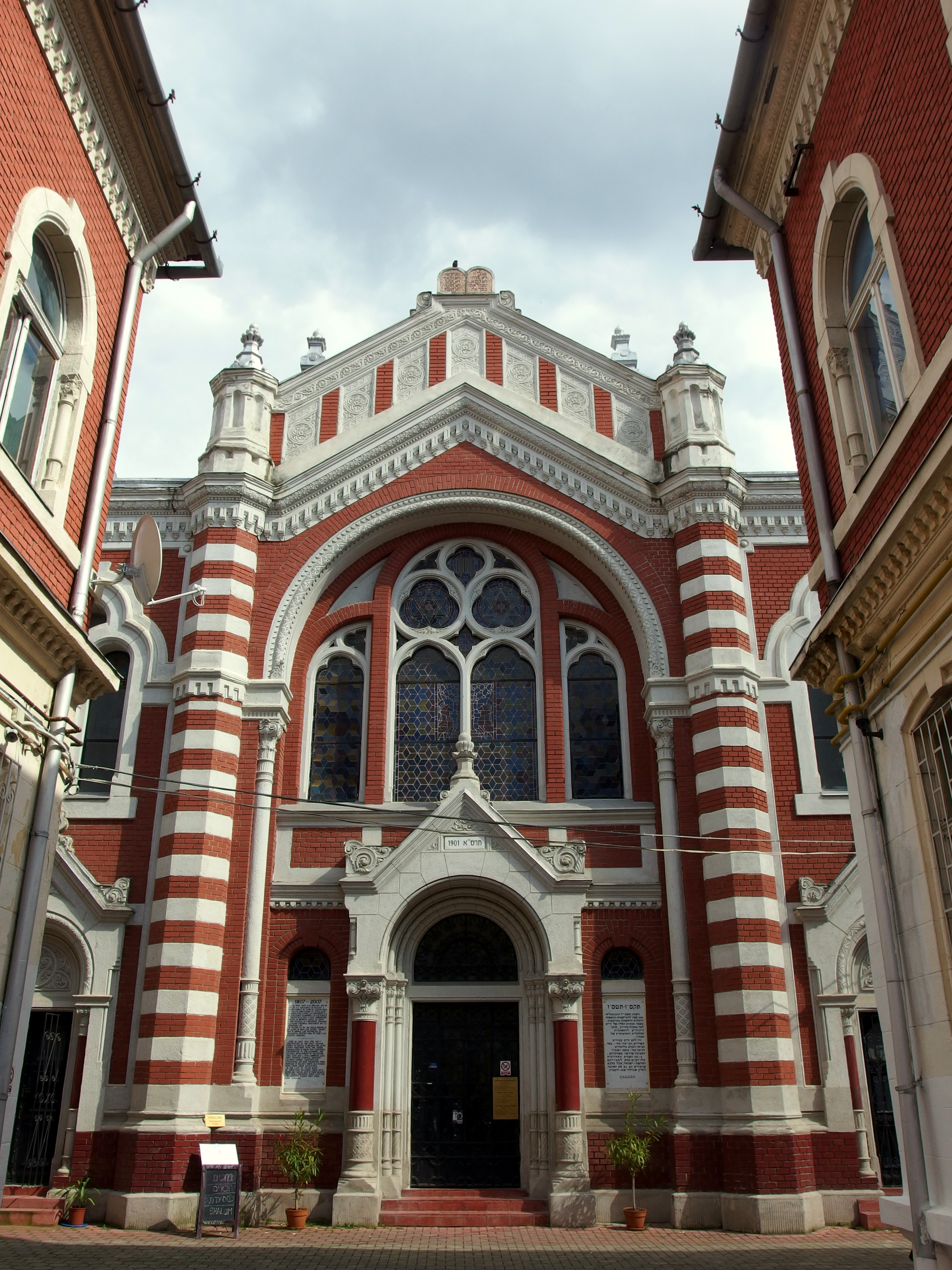
A neológ zsinagóga
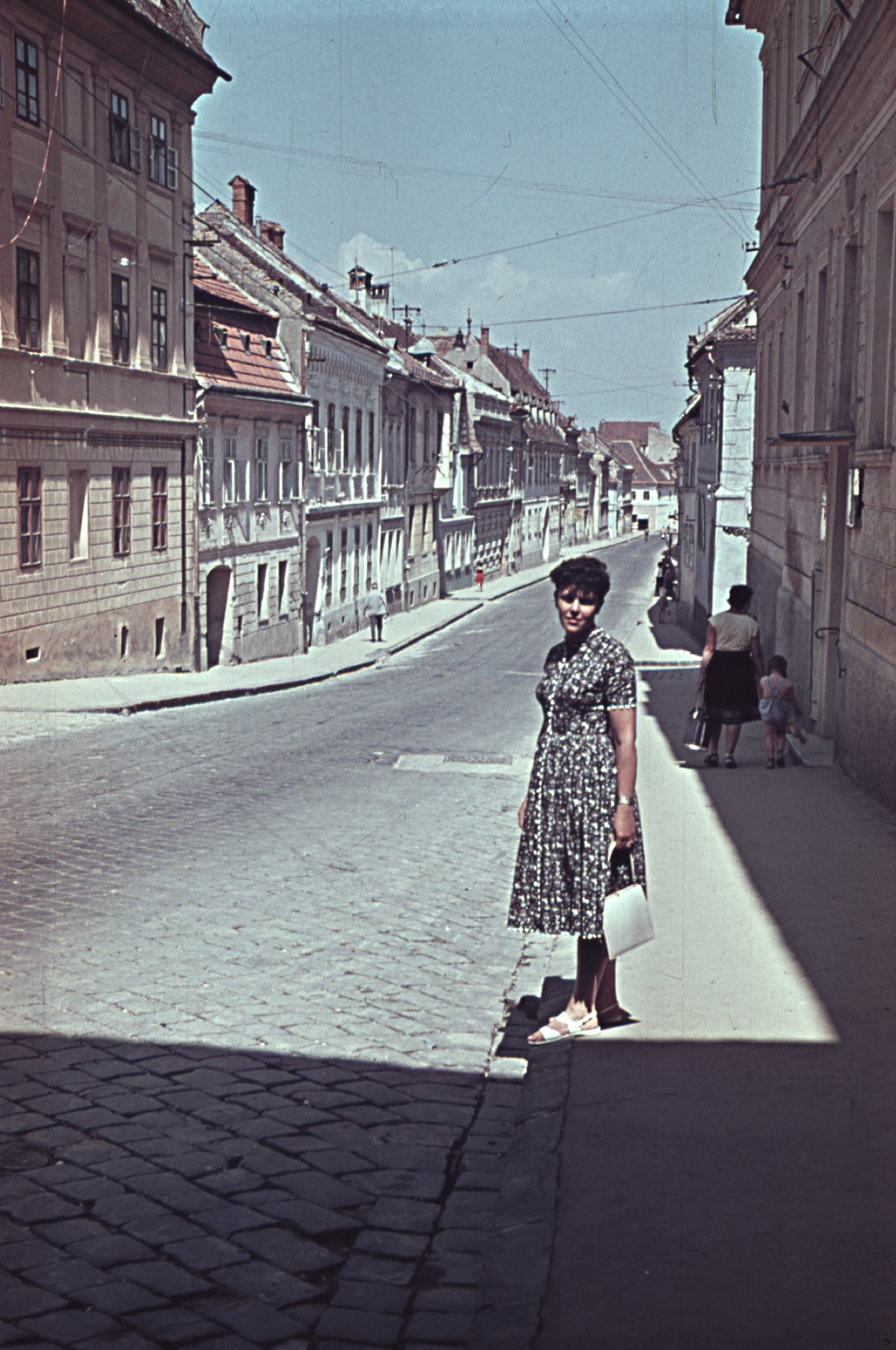
Az utca 1962-ben

## Műemlékek
Az utcából 33 épület szerepel a romániai műemlékek jegyzékében, ezek közül 4 országos jelentőségű műemlék.
| \| Házszám \| Kép \| Megnevezés \| Építés dátuma \| Műemlék kódja \| \| ------- \| --- \| --------------------- \| ---------------------- \| --------------- \| \| 2 \| \| Lakóház \| 19. század \| BV-II-m-B-11488 \| \| 3 \| \| Fretschkes-ház \| 19. század \| BV-II-m-B-11489 \| \| 4 \| \| Lakóház \| 19. század \| BV-II-m-B-11490 \| \| 5 \| \| Pegazusos ház \| 16–19. század \| BV-II-m-B-11491 \| \| 6 \| \| Lakóház \| 18. század \| BV-II-m-B-11492 \| \| 7 \| \| Lakóház \| 18. század \| BV-II-m-B-11493 \| \| 8 \| \| Lakóház \| 19. század \| BV-II-m-B-11494 \| \| 9 \| \| Fleischer-ház \| 16. század, 1880 \| BV-II-m-B-11495 \| \| 10 \| \| Lakóház \| 19. század \| BV-II-m-B-11496 \| \| 11 \| \| Lakóház \| 1718 \| BV-II-m-A-11497 \| \| 12 \| \| Lakóház \| 16–19. század \| BV-II-m-B-11498 \| \| 13 \| \| Lakóház \| 1700 körül \| BV-II-m-B-11499 \| \| 14 \| \| Tartler-árvaház \| 1806, 1875 \| BV-II-m-A-11500 \| \| 15 \| \| Lakóház \| 16–19. század \| BV-II-m-B-11501 \| \| 16 \| \| Lakóház \| 19. század \| BV-II-m-B-11502 \| \| 17 \| \| Lakóház \| 1700 körül, 19. század \| BV-II-m-A-11503 \| \| 18 \| \| Lakóház \| 19. század \| BV-II-m-B-11504 \| \| 19 \| \| Lakóház \| 19. század \| BV-II-m-B-11505 \| \| 20 \| \| Lakóház \| 1830 \| BV-II-m-B-11506 \| \| 21 \| \| Lakóház \| 16–18. század \| BV-II-m-B-11507 \| \| 22 \| \| Lakóház \| 19. század \| BV-II-m-B-11508 \| \| 23 \| \| Lakóház \| 19. század \| BV-II-m-B-11509 \| \| 24 \| \| Lakóház \| 19. század \| BV-II-m-B-11510 \| \| 25 \| \| Lakóház \| 18–19. század \| BV-II-m-B-11511 \| \| 26 \| \| Lakóház \| 19. század \| BV-II-m-B-11512 \| \| 27 \| \| Irodaépület \| 19. század \| BV-II-m-B-11513 \| \| 28 \| \| Lakóház \| 18. század \| BV-II-m-B-11514 \| \| 29 \| \| Neológ zsinagóga \| 19. század \| BV-II-m-B-11515 \| \| 31 \| \| Irodaépület \| 19. század \| BV-II-m-B-11516 \| \| 33 \| \| Lakóház \| 1700 körül \| BV-II-m-B-11517 \| \| 35 \| \| Lakóház \| 1700 körül \| BV-II-m-A-11518 \| \| 37 \| \| Lakóház \| 1783 \| BV-II-m-B-11519 \| \| 39 \| \| A Sportlíceum épülete \| 1852 \| BV-II-m-B-11520 \| |     |                       |                        |                 |
| Házszám | Kép | Megnevezés            | Építés dátuma          | Műemlék kódja   |
| 2 |     | Lakóház               | 19. század             | BV-II-m-B-11488 |
| 3 |     | Fretschkes-ház        | 19. század             | BV-II-m-B-11489 |
| 4 |     | Lakóház               | 19. század             | BV-II-m-B-11490 |
| 5 |     | Pegazusos ház         | 16–19. század          | BV-II-m-B-11491 |
| 6 |     | Lakóház               | 18. század             | BV-II-m-B-11492 |
| 7 |     | Lakóház               | 18. század             | BV-II-m-B-11493 |
| 8 |     | Lakóház               | 19. század             | BV-II-m-B-11494 |
| 9 |     | Fleischer-ház         | 16. század, 1880       | BV-II-m-B-11495 |
| 10 |     | Lakóház               | 19. század             | BV-II-m-B-11496 |
| 11 |     | Lakóház               | 1718                   | BV-II-m-A-11497 |
| 12 |     | Lakóház               | 16–19. század          | BV-II-m-B-11498 |
| 13 |     | Lakóház               | 1700 körül             | BV-II-m-B-11499 |
| 14 |     | Tartler-árvaház       | 1806, 1875             | BV-II-m-A-11500 |
| 15 |     | Lakóház               | 16–19. század          | BV-II-m-B-11501 |
| 16 |     | Lakóház               | 19. század             | BV-II-m-B-11502 |
| 17 |     | Lakóház               | 1700 körül, 19. század | BV-II-m-A-11503 |
| 18 |     | Lakóház               | 19. század             | BV-II-m-B-11504 |
| 19 |     | Lakóház               | 19. század             | BV-II-m-B-11505 |
| 20 |     | Lakóház               | 1830                   | BV-II-m-B-11506 |
| 21 |     | Lakóház               | 16–18. század          | BV-II-m-B-11507 |
| 22 |     | Lakóház               | 19. század             | BV-II-m-B-11508 |
| 23 |     | Lakóház               | 19. század             | BV-II-m-B-11509 |
| 24 |     | Lakóház               | 19. század             | BV-II-m-B-11510 |
| 25 |     | Lakóház               | 18–19. század          | BV-II-m-B-11511 |
| 26 |     | Lakóház               | 19. század             | BV-II-m-B-11512 |
| 27 |     | Irodaépület           | 19. század             | BV-II-m-B-11513 |
| 28 |     | Lakóház               | 18. század             | BV-II-m-B-11514 |
| 29 |     | Neológ zsinagóga      | 19. század             | BV-II-m-B-11515 |
| 31 |     | Irodaépület           | 19. század             | BV-II-m-B-11516 |
| 33 |     | Lakóház               | 1700 körül             | BV-II-m-B-11517 |
| 35 |     | Lakóház               | 1700 körül             | BV-II-m-A-11518 |
| 37 |     | Lakóház               | 1783                   | BV-II-m-B-11519 |
| 39 |     | A Sportlíceum épülete | 1852                   | BV-II-m-B-11520 |